# 이홍 (1974년)
이홍(李泓, 1974년 7월 1일 ~ )은 황손 이석(李錫)의 슬하 1남 2녀 가운데 장녀이자, 고종의 증손녀이며, 어머니는 공예가 독고정희이다. 본관은 전주(全州), 호(號)는 추랑(萩琅)이다.

## 생애
세 살 때 부모가 이혼해, 아버지 이석(아명 이해석)은 미국 캘리포니아주 로스앤젤레스로 떠났으며, 이후 이홍은 외할머니 밑에서 자랐다. 어머니 독고정희는 미국 뉴욕주 뉴욕으로 건너가 이따금씩 한국에 들르다가, 이홍이 중학교 3학년일 때 귀국해 같이 살게된다.
이홍은 이후 한성대 산업디자인학과를 나와 3년간 디자이너로 활동하였으며, '한양 레퍼토리'와 '우리극장'에서 연기를 배웠다. 모델로 활동하고 있으며, 황실과 관련된 이미지에서 주로 등장하였다.
2000년 영화배우 한영광과 결혼하였으나, 2002년 이혼하였다. 2001년 낳은 딸이 하나 있다.
2007년 8월 KBS 1TV ‘한국사傳’에서 덕혜옹주 역을 맡아 연기하기도 했다.
2009년 9월에 개봉된 영화 '불꽃처럼 나비처럼'에서 상궁역을 맡아 연기하였다.
그러나 이후로 이렇다 할 활동을 보이지 않았으며, 현재는 은퇴한 상태다.

## 출연작

### 연극
- 1991년 《약한 자의 슬픔》 ... 엘리자베스 역

### 뮤지컬
- 1995년 《지저스 크라이스트 슈퍼스타》 ... 마리아 막달레나 역